# Alvar Thiel
Alvar Thiel (Estocolm, 23 de febrer de 1893 - Farsta, Estocolm, 1 d'octubre de 1973)) va ser un regatista suec que va competir a començaments del segle xx.
El 1912 va prendre part en els Jocs Olímpics d'Estocolm, on va guanyar la medalla de plata en la categoria de 8 metres del programa de vela. Westermark navegà a bord del Sans Atout junt a Emil Henriques, Bengt Heyman, Herbert Westermark i Nils Westermark.